# Antoni Skupień
Antoni Skupień (ur. 10 marca 1958 w Rybniku) – polski żużlowiec i trener sportu żużlowego.

## Życiorys

### Życie prywatne
Brat Eugeniusza Skupienia i wujek Larsa Skupienia, również żużlowców.

### Kariera sportowa
Licencję żużlową zdobył w 1977 roku. Przez niemalże całą sportową karierę (do 1998 r.) startował w barwach klubu ROW (RKM) Rybnik, jedynie w latach 1993 i 1994 jeździł we Włókniarzu Częstochowa. 
Czterokrotny medalista drużynowych mistrzostw Polski: trzykrotnie srebrny (1980, 1988, 1990) oraz brązowy (1989). Trzykrotny medalista mistrzostw Polski par klubowych: srebrny (Rybnik 1988) oraz dwukrotnie brązowy (Rybnik 1985, Rzeszów 1990). Brązowy medalista młodzieżowych mistrzostw Polski par klubowych (Bydgoszcz 1980). Brązowy medalista indywidualnego Pucharu Polski (Ostrów Wielkopolski 1989).
Finalista młodzieżowych indywidualnych mistrzostw Polski (Zielona Góra 1981 – IV m.). Trzykrotny finalista indywidualnych mistrzostw Polski (Leszno 1981 – XI m., Gorzów Wielkopolski 1984 – XV m., Leszno 1988 – V m.). Pięciokrotny finalista mistrzostw Polski par klubowych (poza trzema medalami również Toruń 1984 – VII m., Toruń 1986 – V m.). Finalista turniejów o żużlowe kaski: "brązowego" (Częstochowa 1979 – XI m.), "srebrnego" (Toruń 1981 – VII m.) oraz trzykrotnie "złotego" (Wrocław 1984 – V m., seria turniejów 1988 – V m., seria turniejów 1989 – XV m.).
Inne indywidualne sukcesy: III m. w Kryterium Asów Polskich Lig Żużlowych im. Mieczysława Połukarda (Bydgoszcz 1990), II m. w memoriale im. Eugeniusza Nazimka (Rzeszów 1987), trzykrotnie III m. w memoriałach im. Jana Ciszewskiego (Rybnik 1984 i 1989, Świętochłowice 1991), dwukrotnie I m. w turnieju o Puchar Rybnickiego Okręgu Węglowego (Rybnik 1983 i 1988), jak również II m. (1987) i III m. (1984) w tym turnieju.
Po zakończeniu kariery zajął się pracą szkoleniową, prowadził m.in. zespoły Wandy Kraków i KSŻ Krosno oraz szkółkę juniorów w RKM-ie Rybnik.